# Cymbopogon khasianus
Cymbopogon khasianus är en gräsart som först beskrevs av Eduard Hackel, och fick sitt nu gällande namn av Otto Stapf och Norman Loftus Bor. Cymbopogon khasianus ingår i släktet Cymbopogon, och familjen gräs. Inga underarter finns listade i Catalogue of Life.